# SDSS J124043.01+671034.68
SDSS J124043.01+671034.68, souvent abrégé en SDSS J1240+6710 et surnommée Dox par ses codécouvreurs, est une naine blanche, la première (et seule à ce jour, en 2016) connue dont l'atmosphère est essentiellement constituée d'oxygène.

## Découverte
SDSS J124043.01+671034.68 a été découverte par l'astronome brésilien Kepler de Souza Oliveira, Detlev Koester et Gustavo Ourique dans le cadre du Sloan Digital Sky Survey. Sa découverte et la confirmation de son existence ont été annoncées en octobre 2015. Les principales caractéristiques de son spectre[Lesquelles ?] ont été confirmées en avril 2016,,.

## Désignation
SDSS J124043.01+671034.68 est surnommée Dox par ses codécouvreurs,. Dox est une notation introduite en 2015 par Kepler et al. par désigner les étoiles dont le spectre fait apparaître de fortes raies d'oxygène. Les Dox forment une sous-classe spectrale des naines blanches. Leur spectre contient la raie de l'oxygène atomique neutre à 6158 angströms (OI 6158 Å).

## Caractéristiques principales
L'atmosphère de la naine blanche est essentiellement constituée d'oxygène et, si elle contient également du magnésium, du néon (moins de 4%) et du silicium, il n'y a été détecté ni hydrogène, ni hélium, ni carbone. Une explication possible de cette composition inhabituelle serait que la masse de l'étoile serait proche de la limite de Chandrasekhar, au-delà de laquelle elle s'effondrerait en une étoile à neutrons. Cependant, cette étoile a une masse de seulement 0,56 fois celle du Soleil, en deçà de la masse nécessaire pour qu'une étoile transforme du carbone en oxygène, néon et magnésium.